# Marek Łbik
Marek Łbik, född den 30 januari 1958 i Poznań, Polen, är en polsk kanotist.
Han tog OS-silver i C-2 500 meter och OS-brons i C-2 1000 meter i samband med de olympiska kanottävlingarna 1988 i Seoul.